# Westmorland (Nuevo Brunswick)
Westmorland es una parroquia canadiense situada en la provincia de Nuevo Brunswick.

## Superficie
Westmorland tiene una superficie de 173,27 km².

## Demografía
En 2021, tenía 997 habitantes, una densidad poblacional de 5,8 hab./km², y 570 viviendas.